# 丘浮尤鞮単于
丘浮尤鞮単于（きゅうふゆうていぜんう、拼音: Qiūfúyóudīchányú、 ? - 57年）は、中国後漢時代の南匈奴の単于。烏珠留若鞮単于の子、醢落尸逐鞮単于の弟。丘浮尤鞮単于というのは称号で、姓は虚連題氏、名は莫という。

## 生涯
烏珠留若鞮単于の子として生まれる。
建武24年（48年）、兄の比（醢落尸逐鞮単于）が呼韓邪単于と称し南単于となると、莫は左賢王となる。
建武25年（49年）、単于比は莫を派遣し、北単于の弟の薁鞬左賢王を討たせてこれを生け捕り、北単于庭（北匈奴の本拠地）を破った。
中元元年（56年）、醢落尸逐鞮単于が薨去すると、莫が丘浮尤鞮単于として即位した。
中元2年（57年）、即位して1年で薨去し、弟の汗（伊伐於慮鞮単于）が代わって立った。

## 参考資料
- 『後漢書』（南匈奴列伝）